# Besar el cielo
«Besar El Cielo» es una canción interpretada por la cantante y compositora colombiana Naela a dúo con el cantante y productor Robert Taylor, incluida en su segundo álbum de estudio Imparable (2013). Fue lanzado el miércoles 9 de octubre durante un Hangout por Google+ realizada por el Canal MiMúsica Tv en donde además, interpretó varios temas de su nuevo álbum como son: Sin Mirar Atrás, Quizás y Tú.
Desde el lanzamiento en España, «Besar El Cielo» ha ocupado los primeros lugares en las emisoras del país europeo llegando a ocupar el puesto número 4 en el Top 20 Música del periódico español 20 minutos.

## Créditos y personal
- Naela: composición y voz
- Robert Taylor: producción y acompañamiento musical